# 전주 신축야구장
전주월드컵경기장 야구장은 전북특별자치도 전주시에 현재 건설 중인 야구장이다.

## 개요
2005년 전라북도가 종합경기장 부지를 전주시에 무상으로 양여할 때 종합경기장을 개발하려면 대체시설을 건립해야 한다는 조건이 있었다. 2012년 당시 송하진 전주시장은 전주종합경기장 이전·개발사업을 추진하면서 롯데쇼핑과 협약을 통해 현 부지에 컨벤션센터와 호텔, 상업시설 등을 갖춘 뒤 대체시설로 월드컵경기장 인근에 육상경기장과 야구장을 짓는 것으로 협의했었다.
그러나 지역상인의 반발과 2014년 지방선거에서 당선된 김승수 전주 시장이 대기업 쇼핑몰 사업에 대한 부정적 입장을 고수하면서 전시·컨벤션센터 우선 건립이 추진하기 시작해 전북도와 큰 마찰을 빚기 시작했다.
이러한 사안을 해결하기 위해 실무협의회를 구성 해결 방안을 모색 했지만 워낙 입장 차가 커 파행되는 등 미궁 속으로 빠져들게 되었다.
한편 전주시는 종합경기장 내 전시컨벤션센터 건립에 따른 전북도의 대체시설 건립 요구를 수용하고 전주월드컵 골프장 부근에 야구장 건립계획을 내 놓았다.
전주월드컵 골프장 남측에 5만3132m2 부지면적으로 지하 1층 지상 3층 규모로 5000석 관람석을 갖춘다는 복안이다.
야구장의 펜스 길이는 좌우 101m, 중앙 122m로 KBC 규정에 준용, 시설을 설치하기로 했다.
전주시는 특히 야구장 규모와 관련해 향후 추가적으로 증축할 수 있도록 설계에 반영하겠다는 입장을 밝혀 규모가 향후에 더 확대될 수 있는 여지도 남겨뒀다.
2015년 7월 민자를 유치해 대형 쇼핑몰로 개발하려던 전임 시장의 계획을 바꿔 전체 12만6000m² 규모의 경기장에 시 자체 예산을 들여 2018년까지 1500억 원을 들여 컨벤션시설과 호텔(민자)을 짓고 나머지 터에는 미국 뉴욕 맨해튼의 ‘센트럴파크’처럼 도심 속 시민공원을 조성 한다고 발표했다. 
종합경기장 대체 체육 시설로 전주월드컵경기장 옆 보조 경기장에 자체 예산 700억원을 투입하여 1만5000석의 육상경기장(240억원)과 8000석의 야구장(370억원), 보조경기장(90억원) 건립도 시작한다. 2016년 1월 기본계획수립 및 타당성 조사 용역을 거쳐 그 해 12월 지방재정 투자심사를 거쳐 2017년 3월 공사를 시작해 2018년 12월 마무리할 계획이다.
2016년 2월 17일부터는 전주 월드컵 경기장 부근에 육상 경기장과 야구장 등 대체시설 설립에 따른 행자부의 타당성 조사가 진행되고 있다. 6개월 동안의 타당성 조사가 끝나고 10월쯤 행자부의 투자심사 결과가 나오면 시공사 선정 등 종합경기장 개발 방향의 윤곽이 잡힐 전망이다.
월드컵경기장에 육상경기장 증축 및 야구장을 건립하는 사업이 10월이나 11월쯤 중앙투자심사 결과가 통과하게 되면 기본 및 실시설계 용역 등을 거쳐 오는 2017년 말부터 2년간 공사를 진행할 계획이였지만 지지부진 한 상황이 지속되고 있다.
전주시는 2019년 4월 15일 전북도를 방문, 전주종합경기장 개발 사업 투융자심사 관련한 협의를 진행하여 10년 넘게 지연된 전주종합운동장 재개발이 진척을 보이기 시작했다. 전주종합경기장(이하 종합경기장) 내에 상업시설을 넣고 컨벤션센터와 호텔을 건립한다는 계획인데 시가 계획한 종합경기장 내 상업시설은 대규모 복합 쇼핑몰이 아닌 롯데백화점이다. 이 곳에 들어설 롯데백화점은 신축이 아닌 현재 완산구 서신동에 위치한 백화점이 위치만 옮기는 것이다.
종합경기장 개발에 따라 철거되는 야구장과 종합경기장 등 대체 경기시설은 시의 자체 재원으로 건립하는 것으로 정해졌다.
시는 종합경기장에 있는 야구장과 육상경기장을 전주시 덕진구 월드컵경기장 인근(12만3천㎡)에 새로 짓는다. 이들 시설 건립에는 시비 630억원과 지방채 270억원 등 총 900억원이 들어간다.
국제경기를 치를 수 있는 1종 육상경기장은 1만5천석, 야구장은 8천석 규모다. 이들 시설의 사업 기간은 올해 하반기부터 2023년까지다.
2019년 7월 2일 행정안전부가 야구장과 육상경기장의 건립에 대해 안정적인 건립 비용 마련, 건립 후 경비와 수익 확보 방안 마련 등을 주문하며 조건부 승인했다. 이에 따라 전주시는 전북도의 공사 입찰 심의와 토지 추가 매입, 인허가 절차 등을 거쳐 내년 하반기에 이들 시설을 착공할 계획이다.

## 참조
1. ↑  전주시, 월드컵경기장에 육상장-야구장 건립계획안 제출
2. ↑  전주시 종합경기장 대체시설 제시
3. ↑  전주 종합경기장, 뉴욕 센트럴파크처럼 만든다
4. ↑  전주종합경기장개발 추진계획과 재정확보는?
5. ↑  전주 종합경기장 개발 10월쯤 윤곽
6. ↑  전주종합경기장 개발, 전주시 입장 변화로 탄력 전망
7. ↑  전주종합경기장 개발은 어떻게…대체시설 2023년 완공 목표
8. ↑  전주 야구장·육상경기장 건립 탄력…정부 심사 통과